# NGC 4144
NGC 4144 (другие обозначения — UGC 7151, MCG 8-22-77, ZWG 243.48, IRAS12074+4644, PGC 38688) — спиральная галактика с перемычкой (SBc) в созвездии Большая Медведица.
Этот объект входит в число перечисленных в оригинальной редакции «Нового общего каталога».

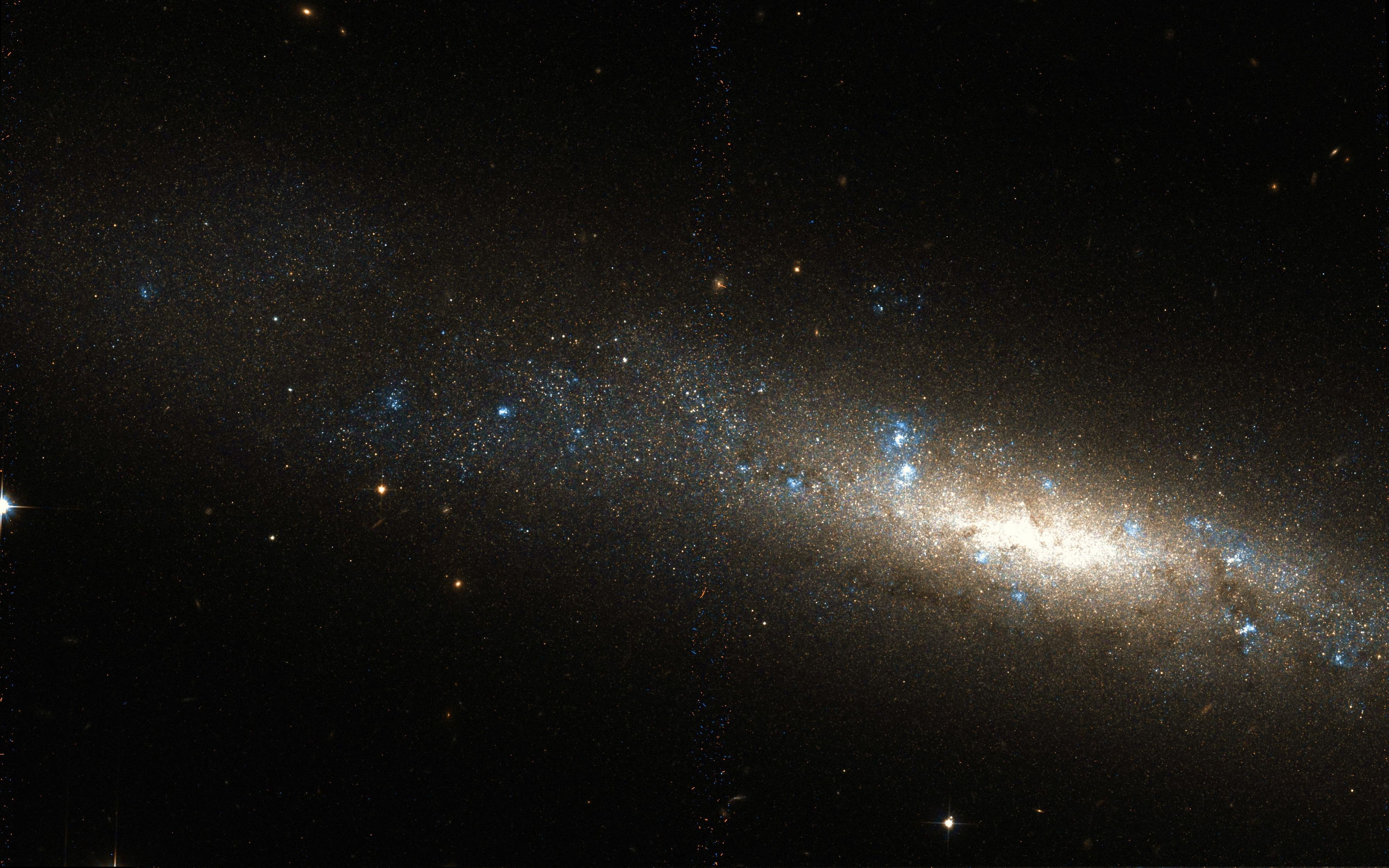
NGC 4144 from HST